# Mauser 1918 T-Gewehr
El Mauser 1918 (Tankgewehr M1918 en alemán, usualmente abreviado T-Gewehr) fue el primer fusil antitanque del mundo, específicamente diseñado para destruir blancos blindados y el único fusil de este tipo empleado en la Primera Guerra Mundial. Se produjeron aproximadamente 15.800 fusiles. Con una longitud de 169 cm de largo, un peso de 17 kg y proyectiles de 13,2 mm, el Tankgewehr M1918 debía usarse desde una posición fija debida a su peso y volumen.

## Historia
En junio de 1917, el ejército alemán se enfrentó al tanque Mark IV y descubrió que la bala antiblindaje K ya no era efectiva contra este. La idea de emplear balas de grueso calibre y fusiles de alta velocidad como armas antitanque se originó en Alemania. Este fusil fue creado en enero de 1918. La compañía Mauser empezó a producirlo en serie en su fábrica de Oberndorf am Neckar en mayo de 1918. Los primeros lotes de estas líneas de producción fueron suministrados a destacamentos antitanque especialmente creados.

## Operación
El Mauser 1918 T-Gewehr era un fusil monotiro de cerrojo, que empleaba el sistema Mauser y sus cartuchos eran cargados manualmente en la recámara. Tenía un pistolete y un bípode, pero ningún mecanismo para reducir el retroceso, como una cantonera blanda o un freno de boca. Sus mecanismos de puntería eran un punto de mira tipo cuchilla y un alza tangencial graduada de 100 a 500 metros, con aumentos de 100 metros. El fusil era operado por un equipo de dos hombres, el tirador y el proveedor de munición, siendo ambos entrenados para dispararlo. El gran retroceso del fusil era muy fuerte para el tirador, a veces rompiéndole la clavícula o dislocándole el hombro. 

## Cartucho

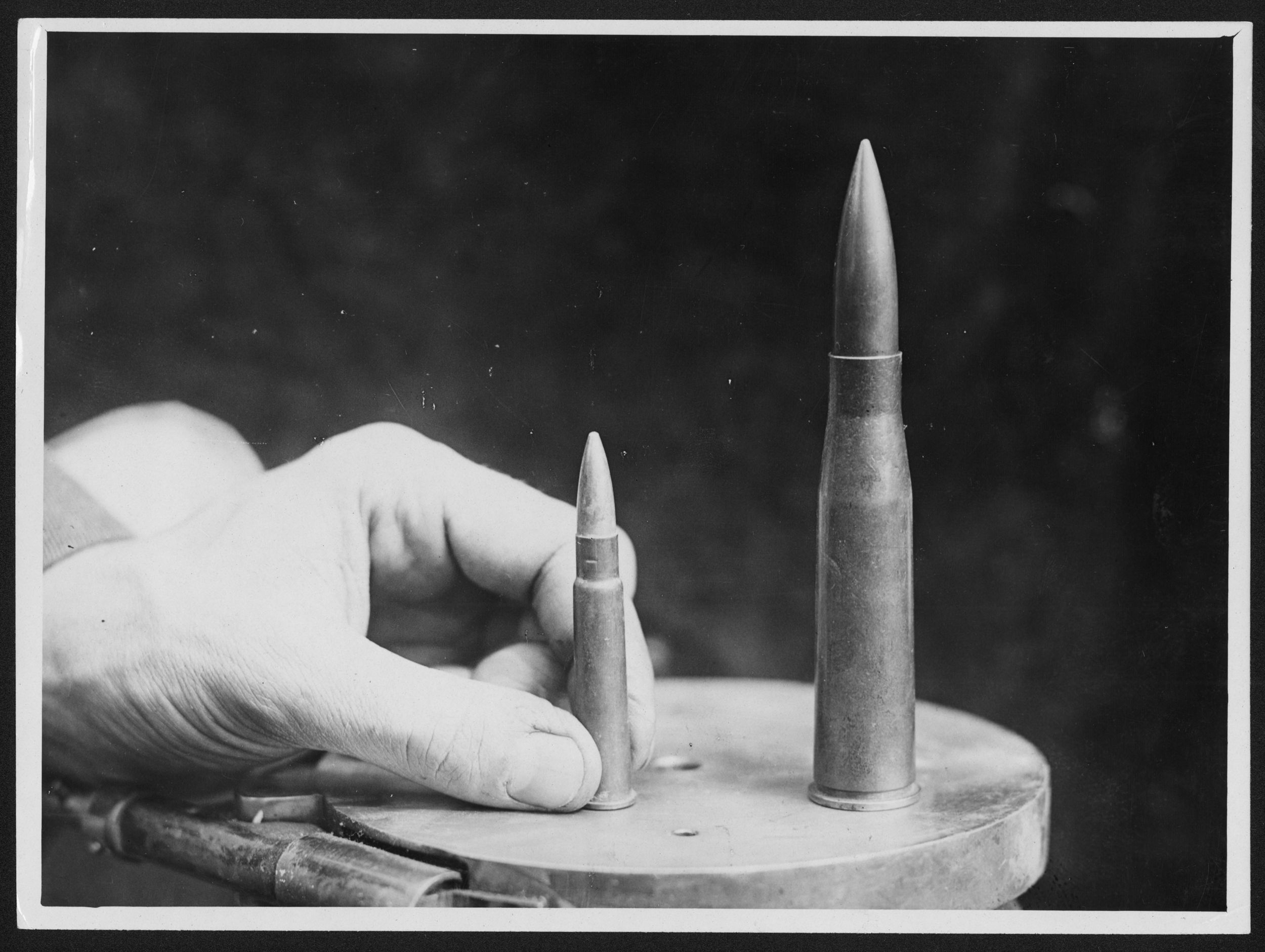
Comparación de un cartucho .303 estándar británico y uno de 13.2 mm del T-Gewehr.

El cartucho antiblindaje 13,2 x 92 SR con semipestaña y bala con núcleo de acero templado, llamado con frecuencia simplemente "13 x 92 Mauser", había sido diseñado en un principio para una nueva ametralladora pesada enfriada por agua, la Tank und Flieger (TuF), que iba a emplearse contra tanques y aviones. Esta ametralladora estaba siendo desarrollada e iba a ser suministrada en 1919. El cartucho pesaba 51,5 g (795 granos) y tenía una velocidad inicial de 785 m/s.
Hay que descartar que el 13 x 92 R sea el origen del cartucho .50 BMG, como se cita en algunas publicaciones. Los estudios que darían lugar al .50 BMG estaban avanzados cuando los aliados tuvieron conocimiento del 13 x 92 SR.[cita requerida]

## Ejemplares sobrevivientes

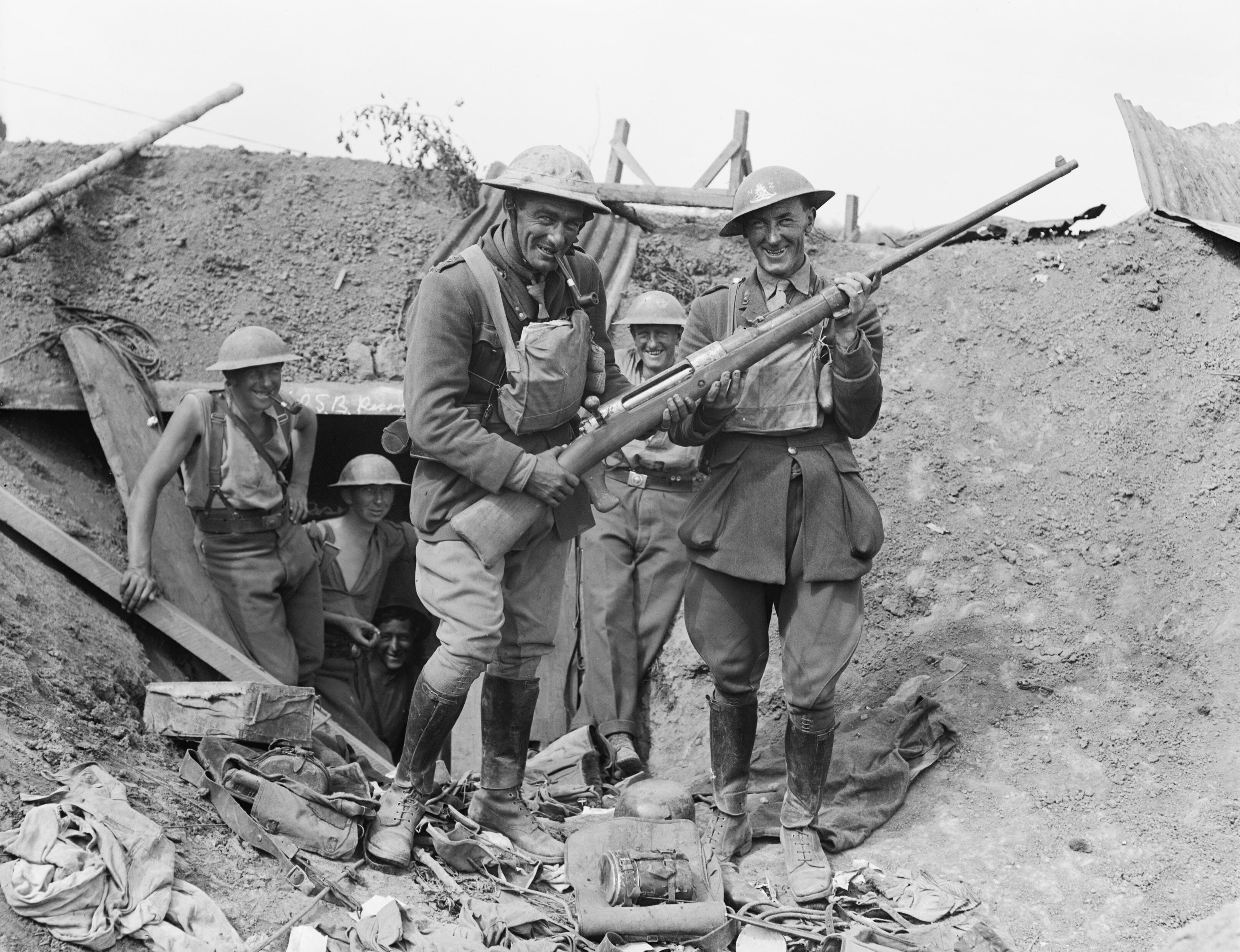
Soldados neozelandeses con un T-Gewehr cerca de Grévillers, el 26 de agosto de 1918.

El Mauser 1918 T-Gewehr puede encontrarse en varios museos: Museo General George Patton en Fort Knox, Museo "En los campos de Flandes" en Ypres, Museo Imperial de la Guerra, Museo del Regimiento de Frontera del Rey, Museo del 22° Regimiento de Cheshire, Museo de las Armerías Reales en el Reino Unido, Museo del Ejército en París y el Museo Bandiana del Ejército en Wodonga, Australia, entre otros. Uno de estos fusiles está expuesto en el salón del Club McGill en Montreal, siendo un regalo de un general canadiense en 1919.
En la Argentina hay uno en el Museo de Armas de la Nación (MAN), otro en la Asociación Argentina de Colecionistas de Armas y Municiones (AACAM), un tercero en el Museo del Colegio Militar de la Nación (Argentina) y otro en el Club de Tiro Independencia en la Ciudad Autónoma de Buenos Aires.